# Ван Цзюань
Ван Цзюань (кит.: 王娟; нар. 14 квітня 1995) — китайська борчиня вільного стилю, бронзова призерка чемпіонату Азії, срібна та бронзова призерка Кубків світу, чемпіонка світу серед військовослужбовців, срібна призерка Всесвітніх ігор військовослужбовців.

## Спортивні результати на міжнародних змаганнях

### Виступи на Чемпіонатах світу
| Змагання                        | Збірна | Вагова категорія          | Місце |
| ------------------------------- | ------ | ------------------------- | ----- |
| Чемпіонат світу з боротьби 2018 | КНР    | жіноча боротьба, до 72 кг | 5     |

### Виступи на Чемпіонатах Азії
| Змагання                       | Збірна | Вагова категорія          | Місце  |
| ------------------------------ | ------ | ------------------------- | ------ |
| Чемпіонат Азії з боротьби 2013 | КНР    | жіноча боротьба, до 72 кг | Бронза |
| Чемпіонат Азії з боротьби 2019 | КНР    | жіноча боротьба, до 72 кг | 5      |

### Виступи на Кубках світу
| Змагання                    | Збірна | Вагова категорія | Місце  |
| --------------------------- | ------ | ---------------- | ------ |
| Кубок світу з боротьби 2018 | КНР    | команда          | Срібло |
| Кубок світу з боротьби 2019 | КНР    | команда          | Бронза |

### Виступи на Чемпіонатах світу серед військовослужбовців
| Змагання                                                  | Збірна | Вагова категорія          | Місце  |
| --------------------------------------------------------- | ------ | ------------------------- | ------ |
| Чемпіонат світу з боротьби серед військовослужбовців 2018 | КНР    | жіноча боротьба, до 76 кг | Золото |

### Виступи на Всесвітніх іграх військовослужбовців
| Змагання                                | Збірна | Вагова категорія          | Місце  |
| --------------------------------------- | ------ | ------------------------- | ------ |
| Всесвітні ігри військовослужбовців 2019 | КНР    | жіноча боротьба, до 76 кг | Срібло |

### Виступи на інших змаганнях
| Змагання                                  | Збірна | Вагова категорія          | Місце  |
| ----------------------------------------- | ------ | ------------------------- | ------ |
| Гран-прі Парижа з боротьби 2015           | КНР    | жіноча боротьба, до 75 кг | 10     |
| Klippan Lady Open 2015                    | КНР    | жіноча боротьба, до 75 кг | Бронза |
| Гран-прі «Іван Яригін» 2018               | КНР    | жіноча боротьба, до 72 кг | Золото |
| Відкритий чемпіонат Китаю з боротьби 2018 | КНР    | жіноча боротьба, до 72 кг | Золото |
| Klippan Lady Open 2019                    | КНР    | жіноча боротьба, до 76 кг | Золото |
| Турнір Дана Колова — Николи Петрова 2019  | КНР    | жіноча боротьба, до 76 кг | 5      |
| Гран-прі «Іван Яригін» 2020               | КНР    | жіноча боротьба, до 76 кг | Золото |